# Elvan Akyıldız
Elvan Akyıldız (İzmir, 31 januari 1977) is een Nederlands actrice, presentatrice en cabaretière van Turkse afkomst.

## Biografie
Elvan Akyıldız is onder meer bij theatergroep De Nieuw Amsterdam opgeleid.
Als eindexamenproject aan de NFTA werkte ze mee aan een korte film De betekenis van de nacht waarin zij de hoofdrol speelde.
In 1995 speelde ze een rol in de film Krima/Kerime van Herbert Curiël.
Van 1995 tot en met 1997 speelde ze de rol van Ayse Köroglu in de TROS-serie Fort Alpha.
Akyıldız is vooral bekend als Elvan uit Sesamstraat, waarin ze sinds september 1997 meespeelt.
Voorts had ze rollen in diverse Nederlandse drama- en komedieseries, zoals Wet & Waan, Bradaz, Het Klokhuis, Circus Kiekeboe, Hallo Holland en Voor Elkaar.
- In 1997 is ze te zien in de musicvideo Wat Nou! van Yukkie B.
- In 2002 was Elvan een van de twee vaste presentatoren van de satirisch-komische serie Surinamers zijn beter dan Turken[5] van de NPS.
- In 2003 was ze te zien in In de schaduw van mijn vader van theater Rast.[6]
- In 2004 speelde zij de rol van Rana in de film Het Zuiden van Martin Koolhoven.
- In 2004 speelde Akyıldız de rol van Zeynep Alici in Missie Warmoesstraat.
- In 2004 speelde zij in Onderweg naar Morgen de rol van Elif Özal, welke rol later werd overgenomen door Evrim Akyigit.
- In 2008 speelde zij een zwanger meisje in de film Taxi 656 van Saskia Diesing.
- In 2008 speelde Akyıldız in de tweede serie van Klein Holland van de VPRO als Noesjin, de vrouw van Sjahin.
- In 2009 had ze diverse rollen in de komische programmaserie Harirah van de VPRO.

Akyıldız vormde samen met Inci Pamuk en Charlotte Lap de theatergroep Hassan's Angels.